# Bulbophyllum striatum
Bulbophyllum striatum é uma espécie de orquídea (família Orchidaceae) pertencente ao gênero Bulbophyllum. Foi descrita por William Griffiths e Heinrich Gustav Reichenbach em 1891.